# Starrucca Viaduct
Das Starrucca Viaduct ist eine Eisenbahnbrücke über das Tal des Starrucca Creek oberhalb von dessen Mündung in den Susquehanna River bei dem kleinen Ort Lanesboro, Pennsylvania.
Sie steht auf der Strecke von Port Jervis, New York, nach Binghamton, New York, die 1848 von der New York and Erie Rail Road für ihre Verbindung von New York City (genauer: Piermont am Hudson River nördlich von New York) nach Dunkirk am Eriesee gebaut wurde. Gegenwärtig wird die Strecke von der Central New York Railroad mit Güterzügen befahren.
Sie wurde 1973 von der American Society of Civil Engineers in die Liste der Historic Civil Engineering Landmarks aufgenommen und ist seit 1975 im National Register of Historic Places verzeichnet.

## Beschreibung
Das Viadukt ist 317 m (1040 ft) lang und 30,5 m (100 ft) hoch. Sein Fahrbahnträger ist 7,9 m (26 ft) breit. Das Viadukt ist vollständig aus Natursteinmauerwerk gebaut, mit Ausnahme von jeweils drei kleinen Stützmauern aus Ziegeln in den teilweise hohlen Bogenzwickeln und der Gründungsschichten aus Beton.
Es besteht aus 17 Bögen von je 15,5 m (51 ft) Stützweite. Die Bögen sind Segmentbögen, die einen beinahe vollständigen Halbkreis beschreiben. Zwischen den Natursteinen ist kaum sichtbar, dass der nördliche Kämpfer jedes Bogens knapp 2 cm höher liegt als der südliche. Damit wird der Eindruck eines langen, horizontalen Bauwerks erzeugt, obwohl das Starrucca Viaduct ein Gefälle von 1,1 % hat.
Die Pfeiler haben einen rechteckigen Querschnitt von 3,45 m × 10 m an der Basis, der sich auf 2,13 m × 7,62 m an der Kämpferlinie verjüngt.

## Geschichte
Das Starrucca Viaduct wurde nach den Plänen und unter der Aufsicht von Julius W. Adams und James P. Kirkwood von bis zu 800 Arbeitern in den beiden Bausaisons von 1847 und 1848 errichtet. Am 9. Dezember 1848 fuhr die erste Lokomotive über die Brücke.
Das  Viadukt und mit ihr die Strecke waren ursprünglich eingleisig und als Breitspur ausgelegt. 1886 stellte man auf zweigleisige Normalspur um, was ohne bauliche Veränderungen am Viadukt möglich war. 1958 erhielt das Schotterbett eine Betonunterlage. Ansonsten bleib das Viadukt bis heute weitgehend unverändert. Allerdings wird die Strecke gegenwärtig nur eingleisig befahren; das zweite Gleis ist entfernt worden.
Die schwerste Lokomotive, die regelmäßig über sie fuhr, war eine Mallet-Triplex-Lokomotive mit einem Gewicht von 383 t (422 tons).
Drei Kilometer nördlich entstand gleichzeitig auf der Strecke die Cascade Bridge, die aber 1860 durch eine Erddamm ersetzt wurde.